# Quảng trường Patan Durbar
Quảng trường Hoàng cung Patan nằm ở trung tâm thành phố Lalitpur, Nepal. Đây là một trong ba quảng trường Hoàng cung nằm tại Thung lũng Kathmandu, tất cả đều là một phần của Di sản thế giới được UNESCO công nhận. Một trong những điểm thu hút của quảng trường này chính là cung điện cổ xưa nơi các vị vua Malla của Lalitpur cư ngụ.
Quảng trường được coi là tuyệt tác của kiến trúc Newar. Nền của nó được lát gạch đỏ. Có nhiều đền thờ và tượng thần trong khu vực. Các đền chính được đặt đối diện với mặt phía tây của cung điện. Ngoài ra còn có một chiếc chuông nằm trong một cấu trúc liên kết với các ngôi đền chính. Quảng trường cũng có những ngôi nhà của người dân Newar cũ. Một số ngôi đền và cấu trúc khác xung quanh quảng trường được xây dựng bởi người Newar. Trung tâm của cả hai Ấn Độ giáo và Phật giáo, quảng trường Hoàng cung Patan có 136 bahal (sân nhỏ) và 55 ngôi đền lớn. Năm 2015, quảng trường và các ngôi đền tại đây đã bị thiệt hại nặng nề trong trận động đất.

## Lịch sử
Cho đến nay lịch sử của quảng trường này chưa rõ ràng. Mặc dù các vị vua Malla Lalitpur được ghi nhận với việc thành lập quảng trường hoàng cung nhưng người ta biết rằng địa điểm này là một ngã tư cổ. Những người Pradhan định cư xung quanh địa điểm này trước Malla có mối liên kết với quảng trường hoàng cung. Một số biên niên sử gợi ý rằng triều đại Thakuri đã cho xây dựng một cung điện và thực hiện cải cách cho địa phương nhưng có rất ít bằng chứng về điều này. Các học giả chắc chắn rằng Patan là một thành phố thịnh vượng từ thời cổ đại.
Các vị vua Malla đã thực hiện những thay đổi quan trọng đối với quảng trường. Hầu hết các kiến trúc hiện tại là từ những năm 1600, được xây dựng dưới triều đại của vua Siddhi Narsingh Malla và con trai của ông là Srinivasa Sukriti. Một số vị vua Malla đáng chú ý đã cải tạo quảng trường bao gồm Purandaraimha, Sivasimha Malla và Yoganarendra Malla.

## Tòa nhà quan trọng
Patan là một trong những thành phố Phật giáo lâu đời nhất. Đây là trung tâm của cả Ấn Độ giáo và Phật giáo với 136 sân nhỏ và 55 đền thờ. Hầu hết các cấu trúc này nằm lân cận với quảng trường.

### Krishna Mandir
Đền thờ Krishna là đền thờ quan trọng nhất tại quảng trường. Nó được xây dựng theo phong cách địa phương Shikhara được gọi là Granthakuta. Các chạm khắc đá dọc theo xà dầm phía trên cột trụ tầng một và tầng hai là đáng chú ý nhất. Trong khi các cột trụ tầng một chạm khắc mô tả các sự kiện của sử thi Mahabharata thì tầng hai lại chạm khắc sự kiện của sử thi Ramayana.
Đền thờ được xây dựng vào năm 1667 bởi vua Siddhi Narsingh Malla. Chuyện kể rằng, một hôm nọ vị vua thấy đấng Krishna và vợ của ông nữ thần Srimati Radha đứng trước cung điện hoàng gia. Vua đã ra lệnh xây dựng một ngôi đền trên chính vị trí đó. Có tổng cộng 21 đỉnh bằng vàng trong ngôi đền, bên dưới là ba tầng. Tầng đầu tiên là ngôi đền chính của thần Krishna, hai bên là đền thờ Radha và Rukmini. Tầng thứ hai dành cho thần Shiva và tầng thứ ba là Lokeshwor hay Avalokiteśvara (Quán Thế Âm). Đây là địa điểm hành hương lớn trong dịp lễ hội Krishna Janmashtami.

### Bhimsen Mandir

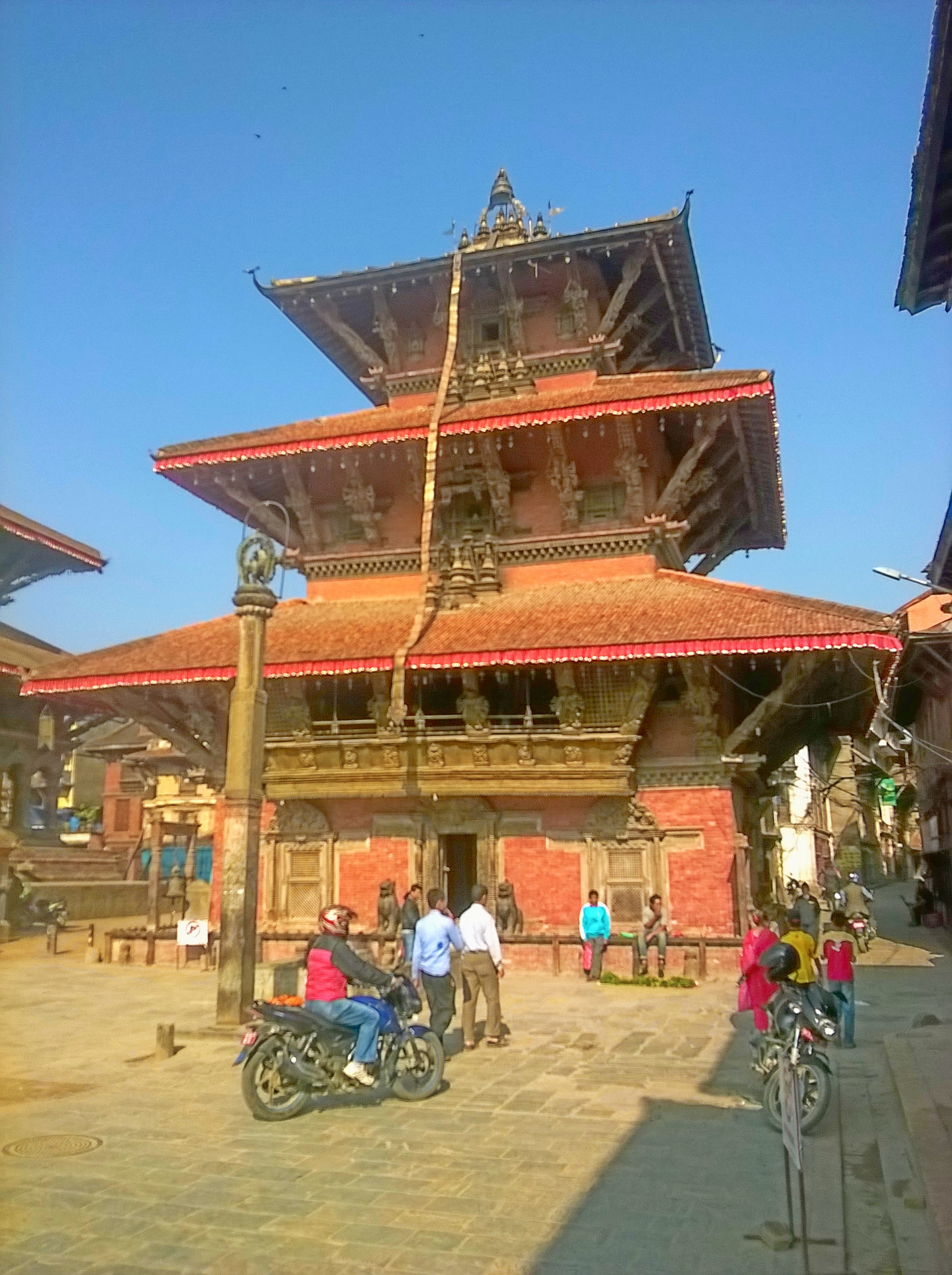
Bhimsen với ba cửa sổ vàng.

Bhimsen được xây dựng vào thời kỳ Srinivasa Malla năm 1680. Nó nổi tiếng với ba cửa sổ gác mái bằng vàng phía trên cửa chính nối liền với nhau. Bhima là một nhân cách lớn trong sử thi Mahabharata. Ông được biết đến là người dũng cảm và mạnh mẽ. Theo truyền thống Newar, ông được tôn sùng như một vị thần trong kinh doanh buôn bán. Đền thờ này không cho phép khách du lịch vào bên trong.

### Vishwanath
Vishwanath là đền thờ dành riêng cho thầnh Shiva. Nó được xây dựng vào năm 1627 dưới triều đại của Siddhi Narsingh Malla. Các trụ đỡ mái được trang trí với các hình chạm khắc khiêu dâm tương tự như hình ảnh phổ biến rộng rãi trong các đền thờ Shiva ở Ấn Độ. Ngôi đền được bảo vệ bởi hai con voi đá ở lối vào phía trước. Ở phía bên kia của ngôi đền là tác phẩm điêu khắc của một con bò của thần Shiva. Bên trong ngôi đền lưu giữ một Linga bằng đá.

### Taleju Bhawani
Taleju được xây dựng bởi Siddhi Narsingh Malla vào năm 1640 và được xây dựng lại bởi Srinivasa Malla vào năm 1667 sau một vụ hỏa hoạn. Taleju Bhawani là một vị thần riêng của các vị vua Malla. Đây là một đền thờ cao 5 tầng với ba mái. Biên niên sử thế kỷ 14 của vua Gopala I gợi ý về một đền Taleju được xây dựng bởi người Pradhan trước thời Malla.

### Cung điện cũ
Cung điện bao gồm ba sân chính là Mul, Sundari và Keshav Narayan. Bên cạnh những khoảng sân này, quần thể cung điện này tự hào có những ngôi đền ấn tượng, đền thờ tôn giáo và các di tích lịch sử, tất cả đều đáng chú ý bởi những chạm khắc tinh xảo tuyệt đẹp của kiến trúc Newari cổ đại.

Keshav Narayan là sân trong bảo tàng Patan nằm ở phía bắc của Mul. Nằm ở trung tâm của sân này là đền thờ Keshav Narayan được dùng để đặt tên cho sân này.
Mul là sân ở trung tâm. Đây là sân trong nổi tiếng nhất và lớn nhất trong số ba sân chính. Đền Vidya nằm ở trung tâm của nó và đền Taleju đứng xung quanh sân. Cửa vào đền Taleju ở phía nam của sân bị giới hạn bởi những bức tượng nữ thần sông Hằng trên một con rùa và Jamuna, một con cá sấu thần thoại được chạm khắc.
Cuối cùng là sân Sundari nằm ở phía nam của Mul. Nó được thiết kế với bể chìm được gọi là Tusha Hiti. Nó nhỏ hơn sân Mul và mở cửa cho công chúng tham quan. Lối vào của nó được bảo vệ bởi những bức tượng đá Hanuman, Ganesha và Nara Singha, hình dạng người sư tử của thần Vishnu. Khi đi qua sân này có thể thấy nhiều cửa hàng địa phương bán các món ăn đặc trưng của người Newar.

## Hình ảnh

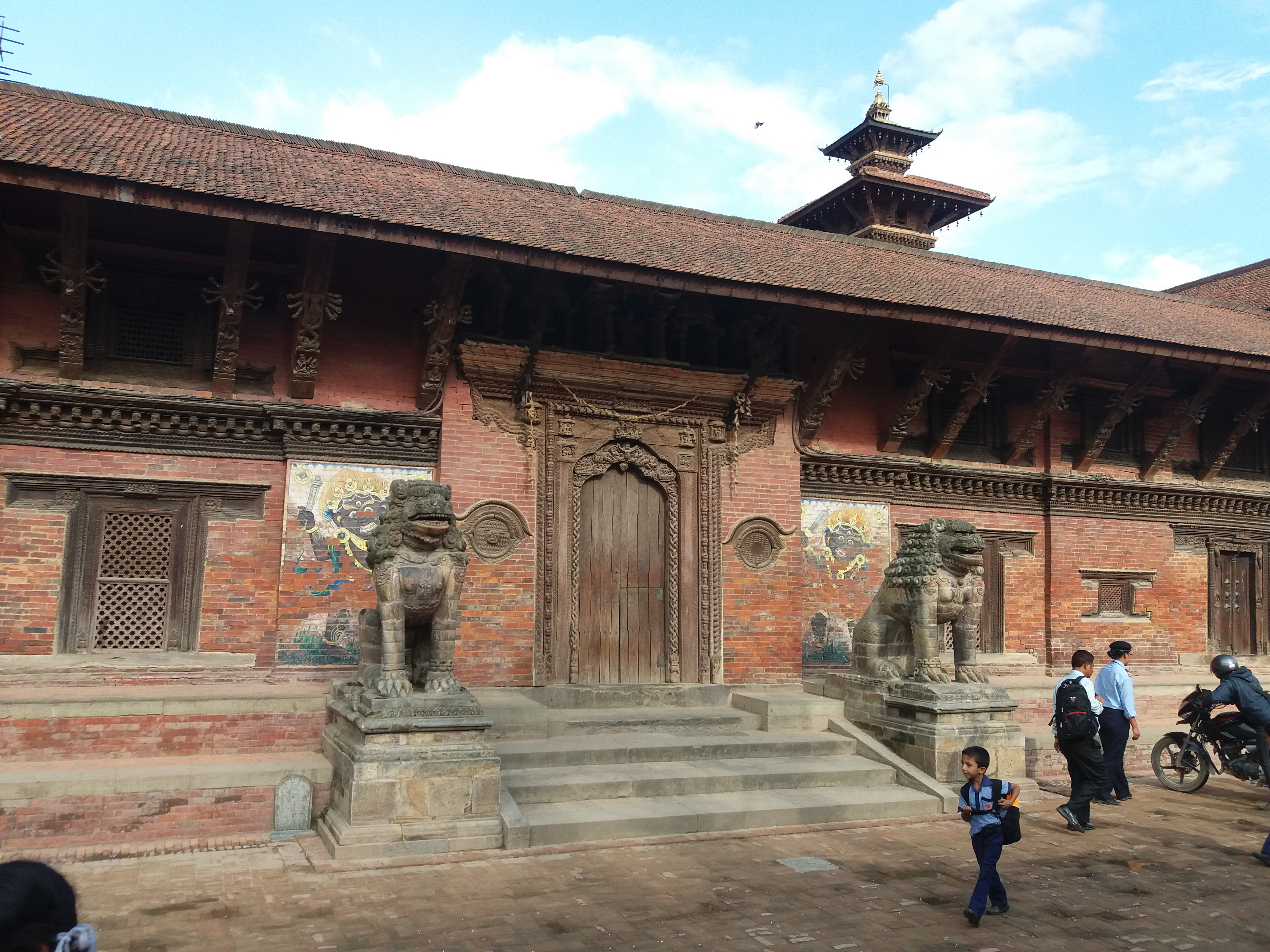
Lối vào sân trong Mul
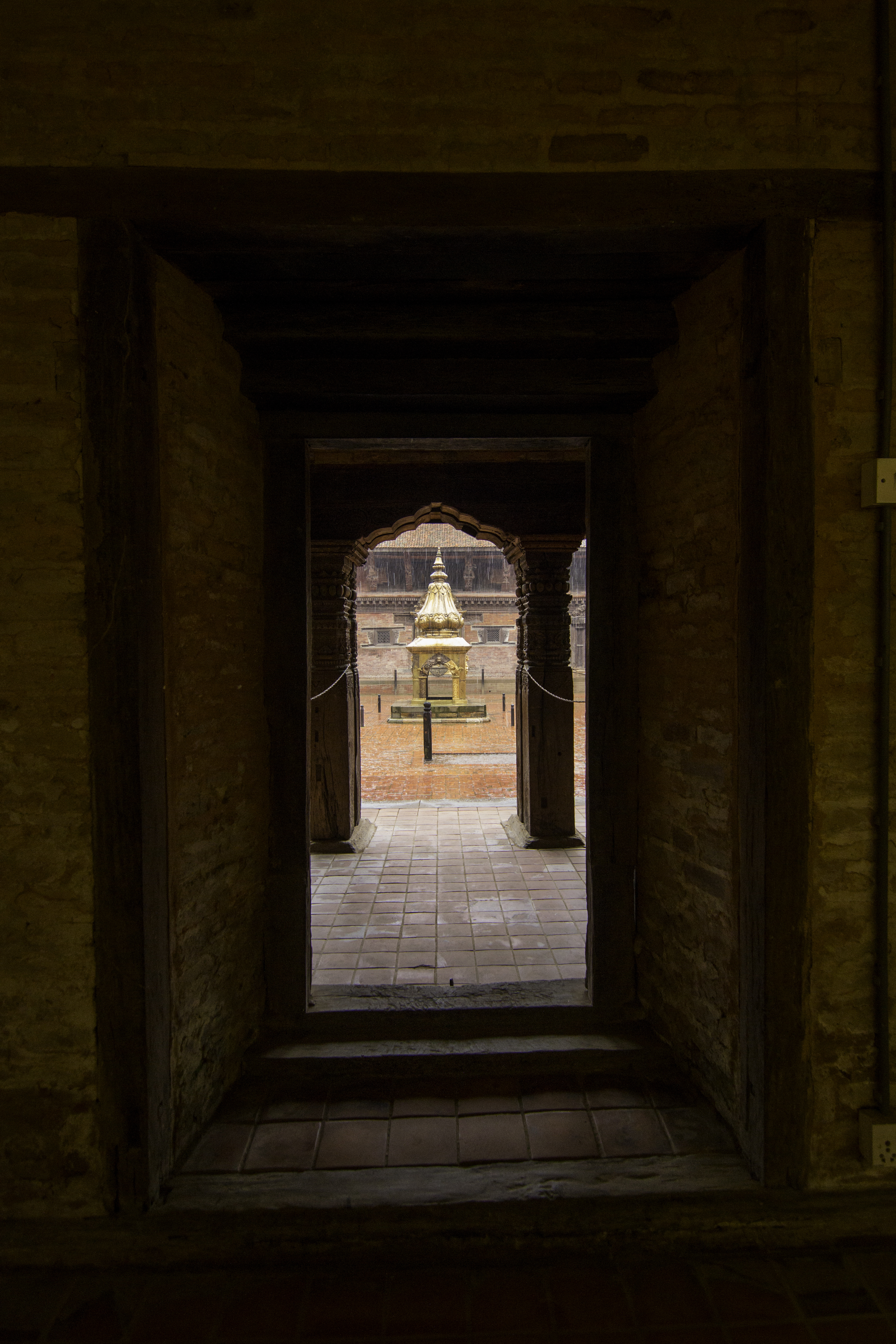
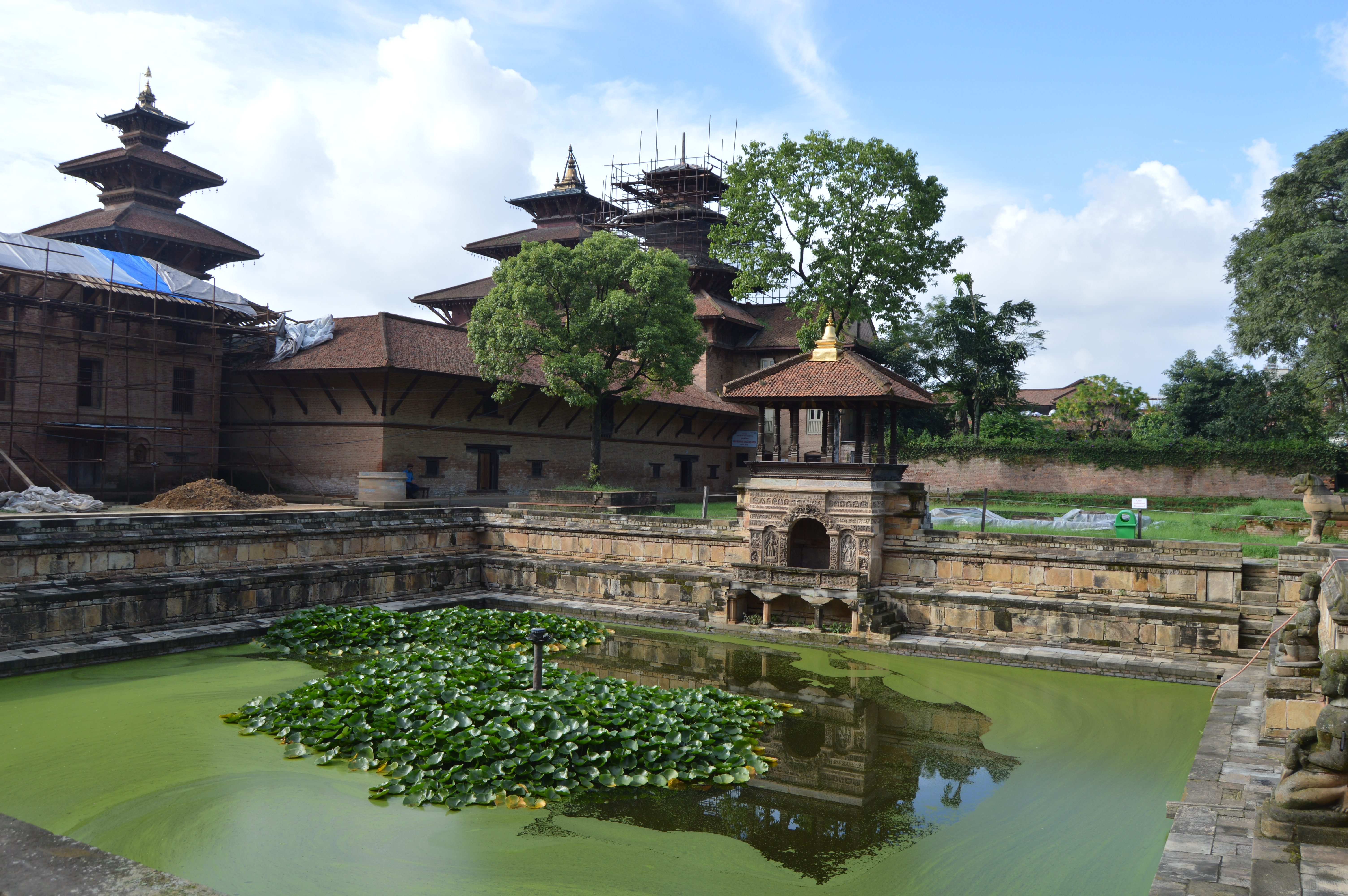
Vườn Bhandarkhal và bể chứa nước
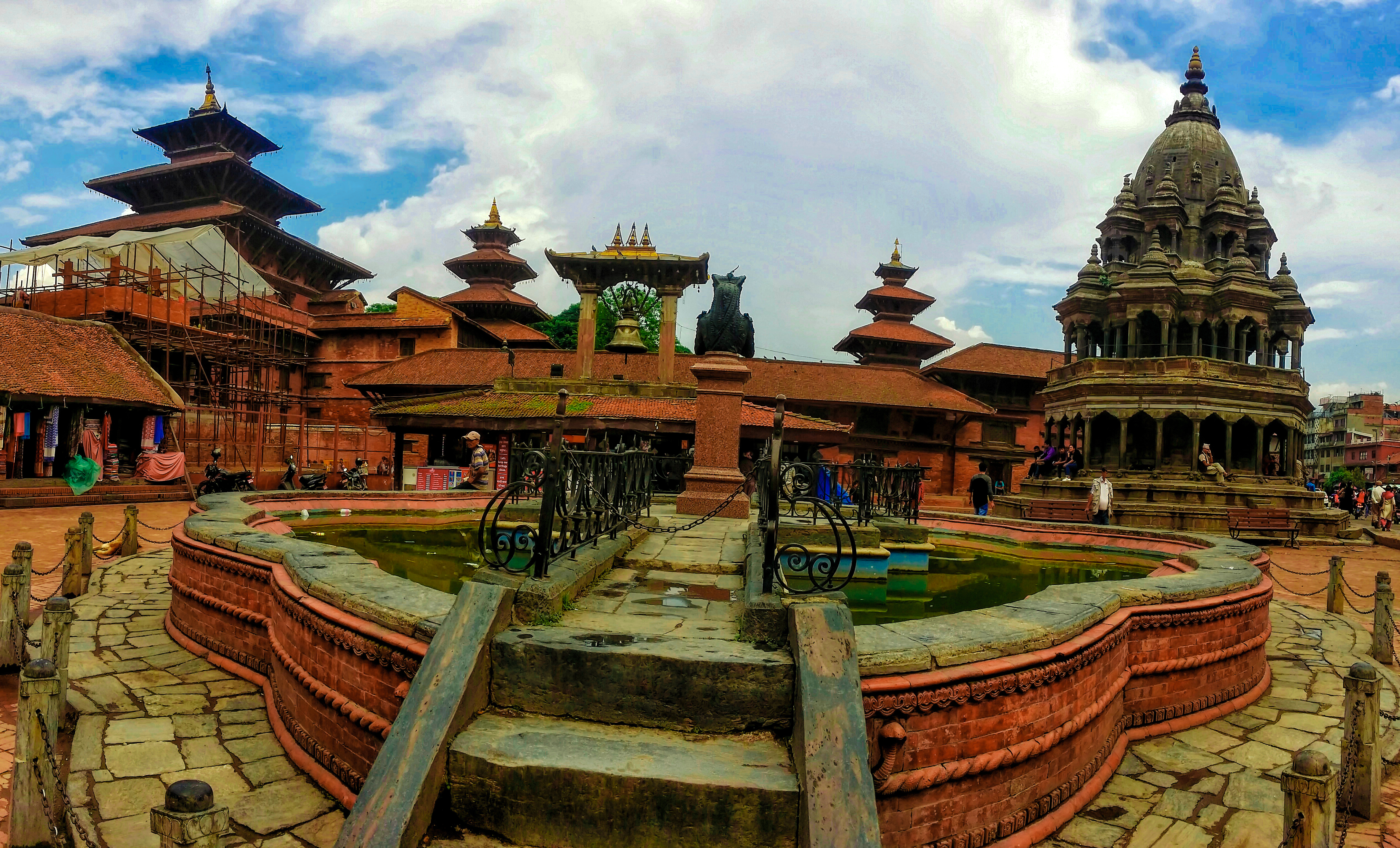
Quảng trường với nhiều công trình được tái thiết
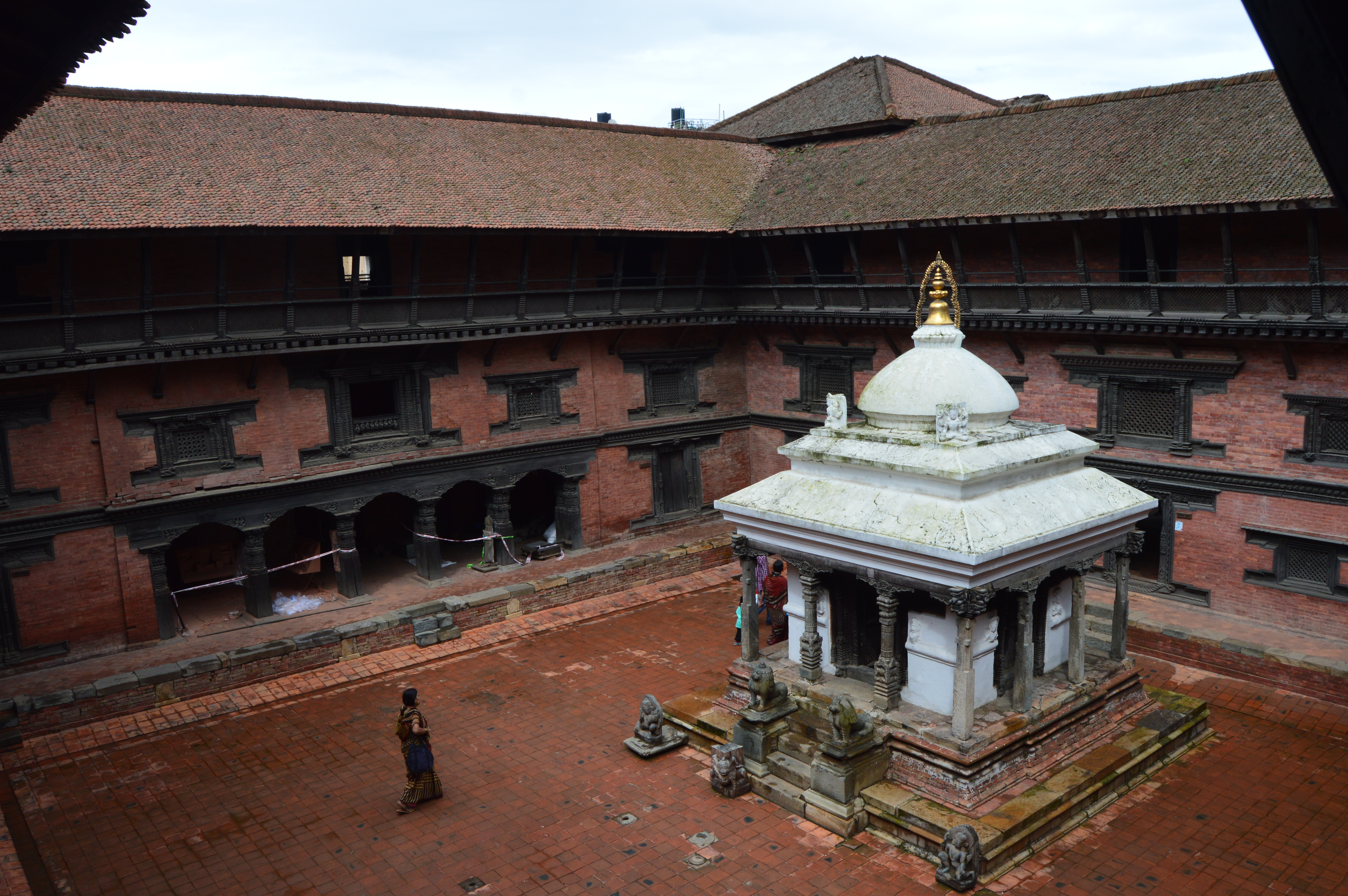
Sân trong Keshav Narayan
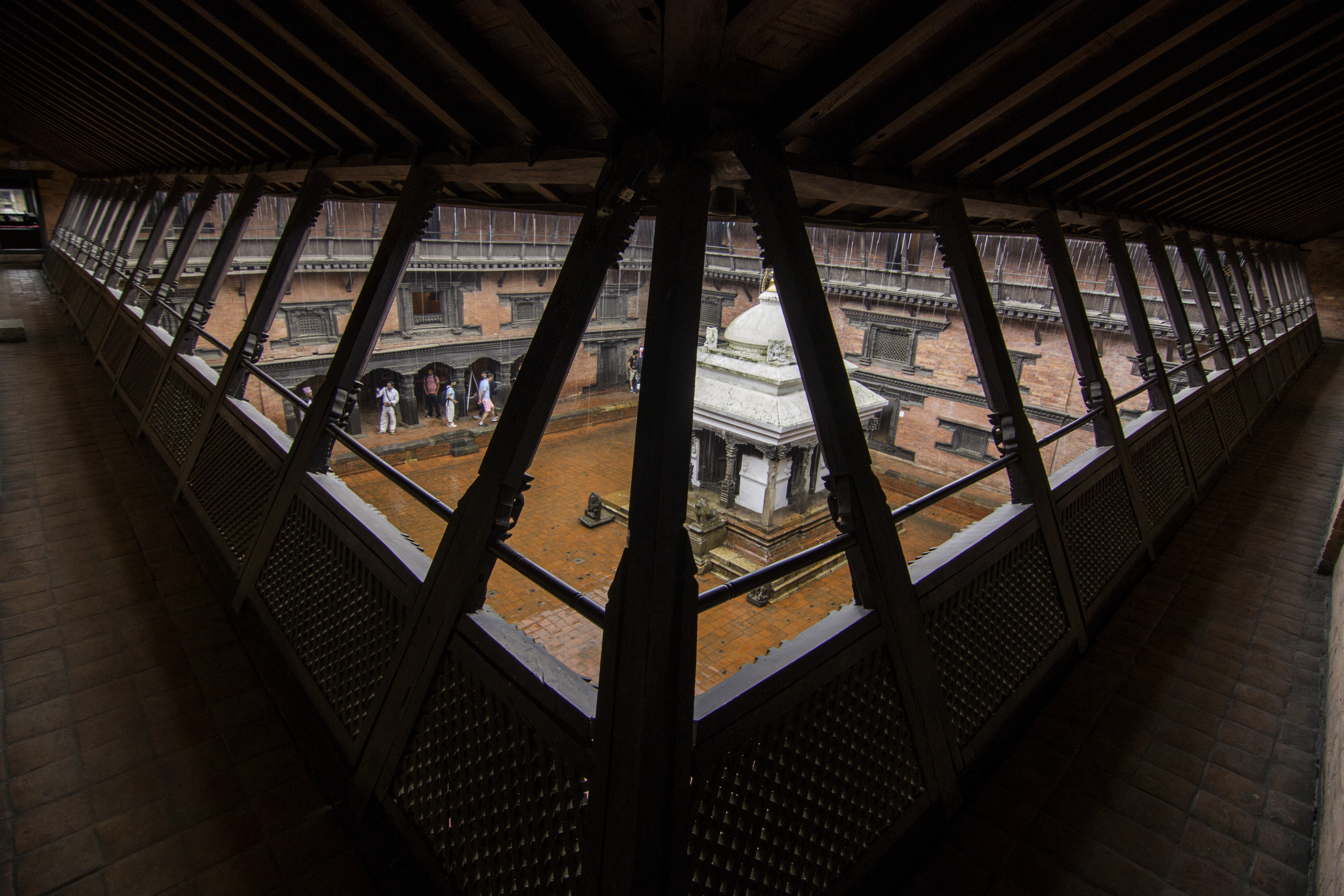
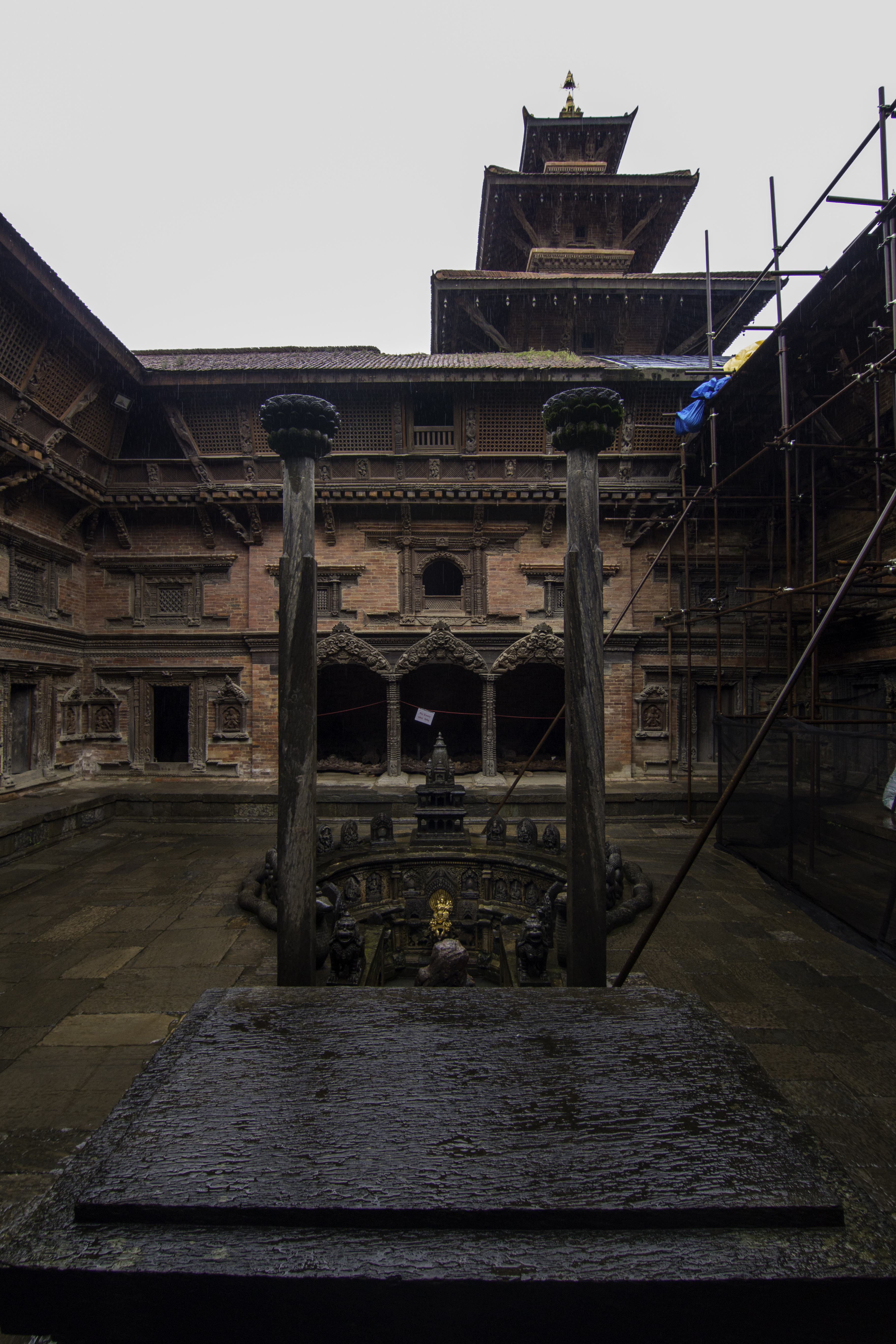
Sân trong Sundari
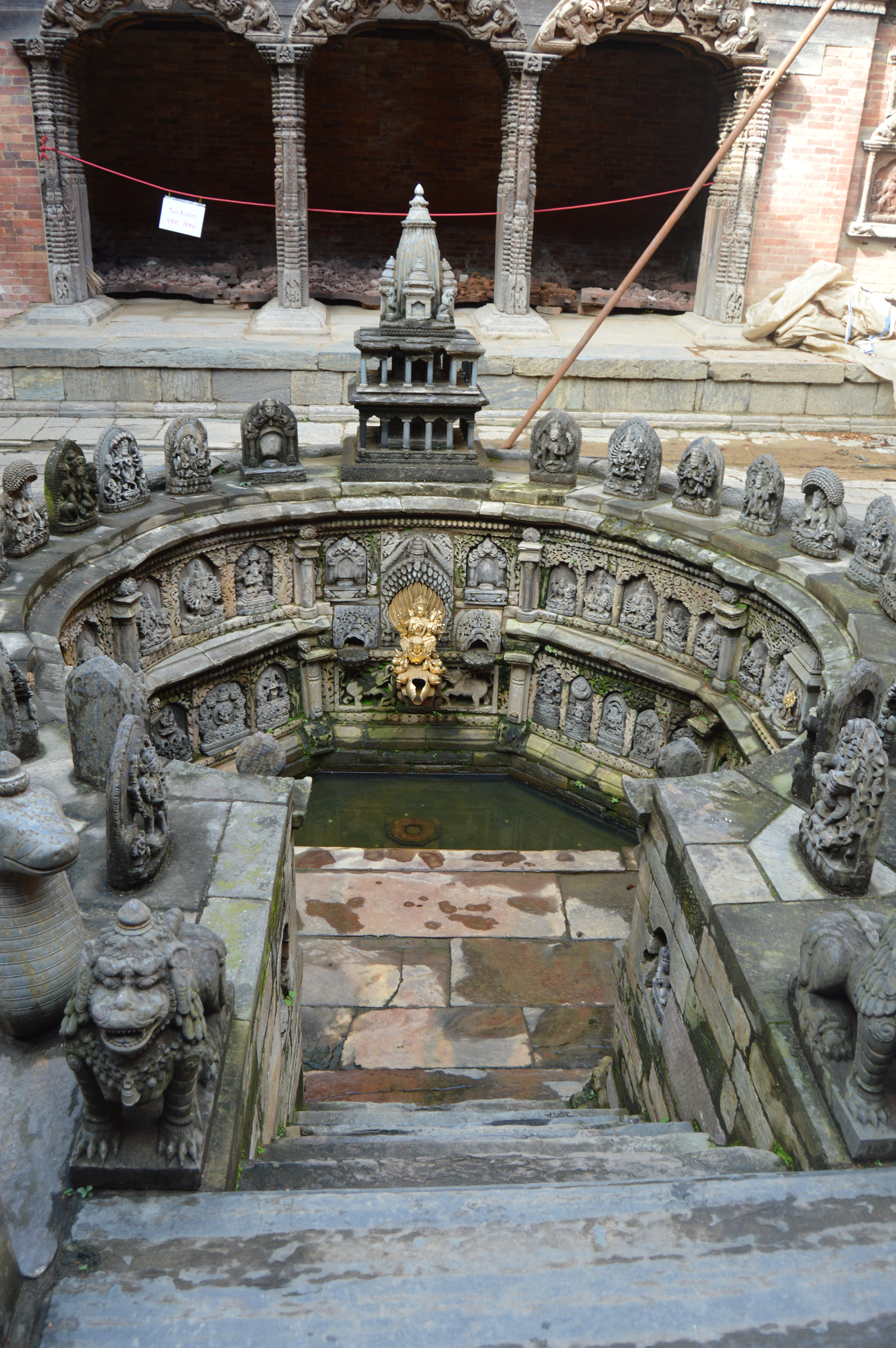
Bể chứa Tusha Hiti với những hình chạm khắc tinh xảo
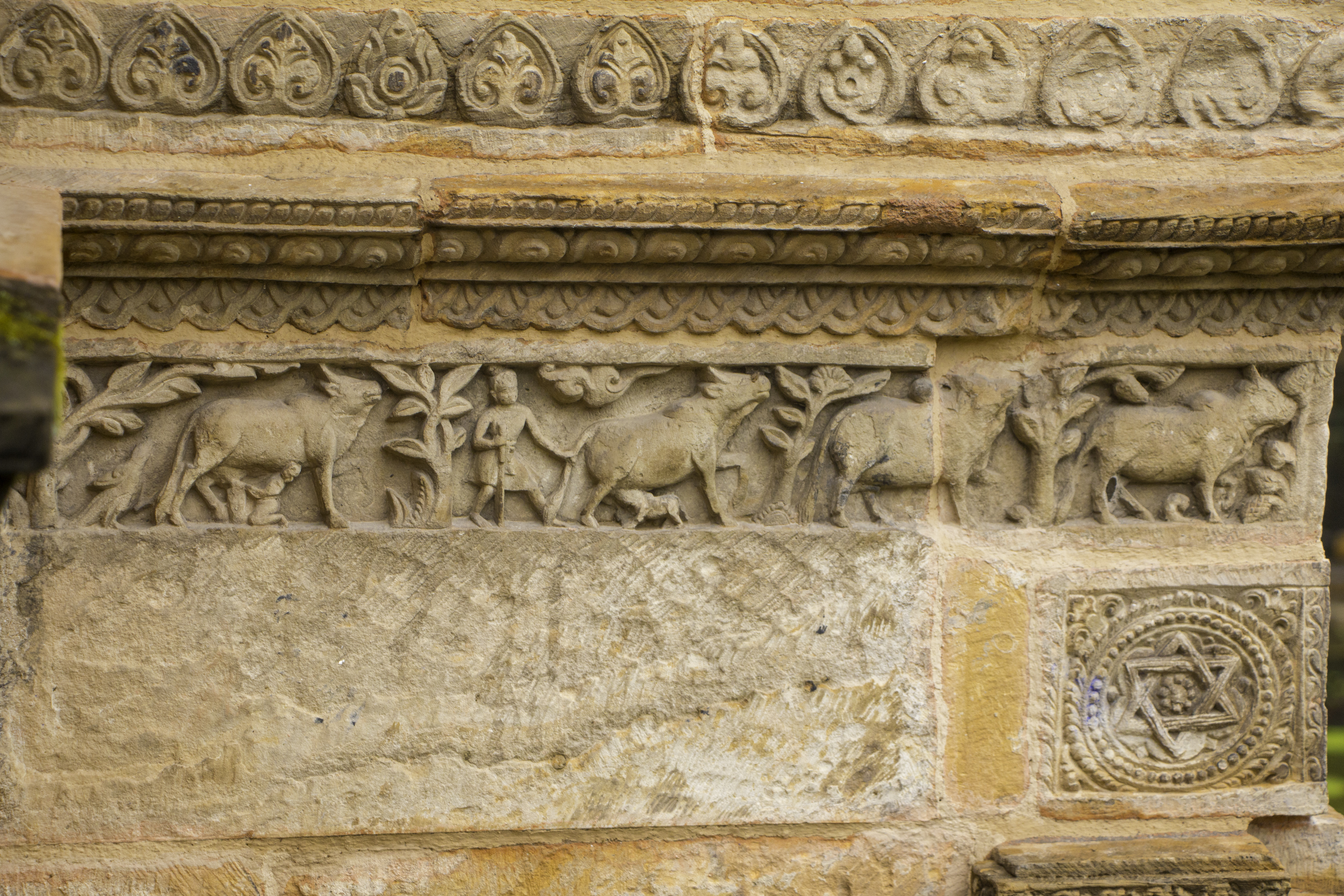
Một tác phẩm điêu khắc đá nông nghiệp bên trong Quảng trường
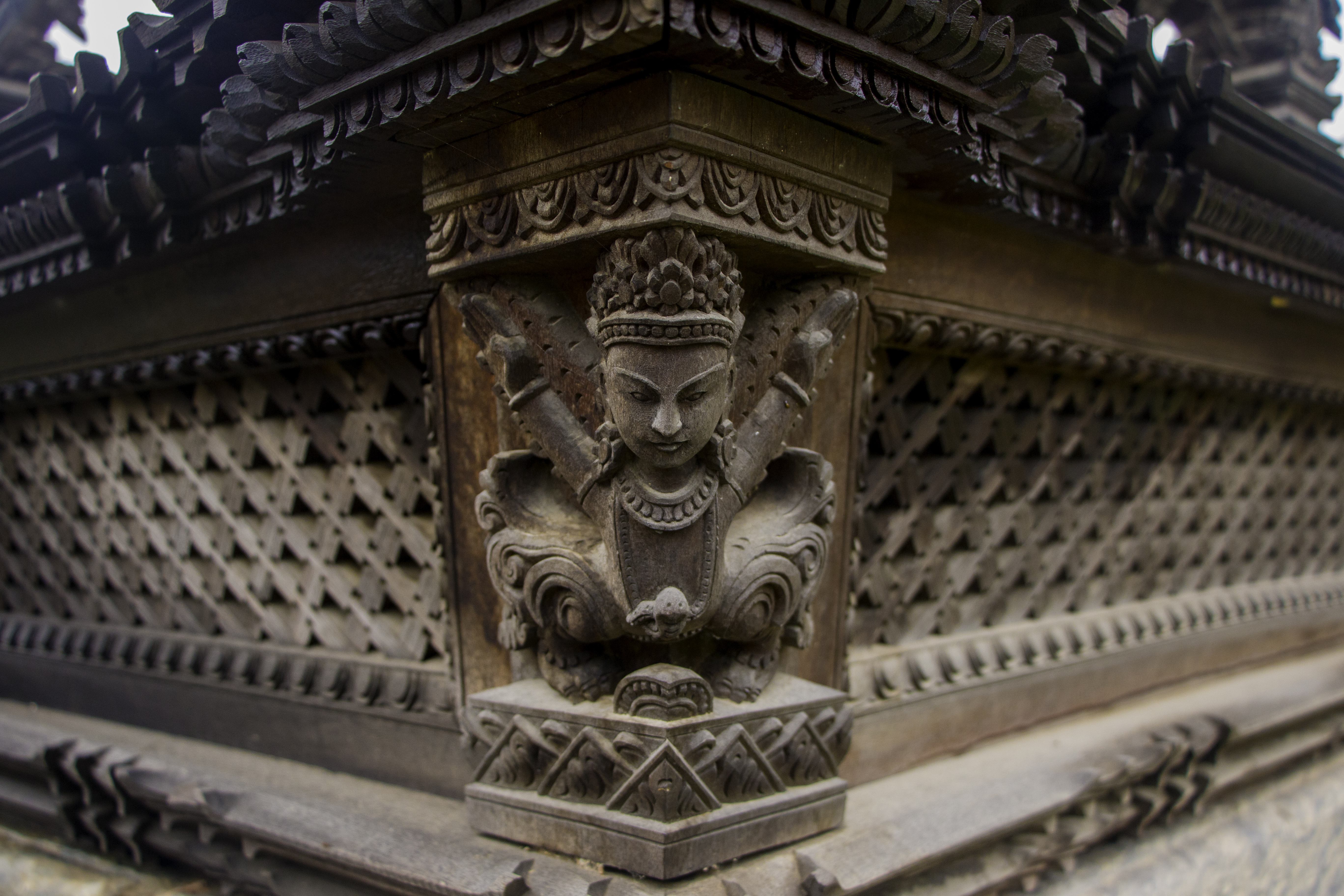